# Дени Кер
Дени Кер (енгл. Danny Care; 2. јануар 1987) је професионални енглески рагбиста, репрезентативац "црвених ружа" (Рагби јунион репрезентација Енглеске) и играч премијерлигаша Харлеквинс.

## Биографија
Висок 174цм, тежак 85кг, Кер се изборио за своје место захваљући прецизном пасу, добром прегледу игре и луцидним потезима. Кер игра на позицији број 9 - деми (енгл. Scrum half). Од 2003. до 2006. Кер је играо за Лидс у РФУ Чемпионшип, а онда је прешао у Харлеквинс. За Квинсе је Кер одиграо 189 утакмица и дао 283 поена. За Енглеску репрезентацију Кер је одиграо 52 тест меча и постигао 44 поена.